# Efeito teto (estatística)
O "efeito teto" é um tipo de efeito de atenuação de escala. O outro efeito de atenuação de escala é o "efeito chão". O efeito teto é observado quando uma variável independente não tem mais efeito sobre uma variável dependente, ou o nível acima do qual a variância em uma variável independente não é mais mensurável. A aplicação específica para este termo varia ligeiramente na diferenciação entre duas áreas de uso: farmacológica ou estatística. Um exemplo de uso na primeira área (um efeito teto no tratamento) é o alívio da dor por alguns tipos de drogas analgésicas, que não têm mais efeito sobre a dor acima de um determinado nível de dosagem. Um exemplo de efeito teto na coleta de dados é uma pesquisa que agrupe todos os entrevistados em categorias de renda, não distinguindo as rendas dos entrevistados acima do nível mais alto medido no instrumento de pesquisa. O nível máximo de renda que pode ser relatado na pesquisa cria um "teto" que resulta em imprecisão de medição, pois a faixa da variável dependente não inclui os valores verdadeiros acima desse ponto.

## Coleta de dados
Um efeito teto na coleta de dados (quando a variância em uma variável dependente não é medida ou estimada acima de determinado nível) é um problema prático comumente encontrado em muitas disciplinas científicas. Tal efeito é muitas vezes o resultado de restrições nos instrumentos de coleta.

### Análise estatística
Os efeitos de teto na medição comprometem a verdade científica e a compreensão de dados empíricos por meio de várias aberrações estatísticas.
Primeiro, os tetos prejudicam a capacidade dos investigadores de determinar a tendência central dos dados. Quando um efeito de teto se refere a dados coletados sobre uma variável dependente, a falha em reconhecer esse efeito de teto pode "levar à conclusão equivocada de que a variável independente não tem efeito".